# Ecles
En la mitología griega, Ecles, Oicles u Oicleo es un personaje secundario, recordado especialmente por ser el padre de Anfiarao.
Era hijo de Antífates y Zeuxipe, hija de Hipocoonte, y también fue un rey de Argos. Se casó con Hipermnestra, hija de Testio, y fueron padres, además de Anfiarao, de dos hijas, Ifianira y Polibea. Sin embargo, en la versión más antigua se nos dice:

La divina Hipermnestra subió al fecundo lecho de Ecles y alumbró a un conductor de pueblos, Anfiarao, caudillo de muchos pueblos, en Argos, pastizal de caballos. Anfiarao era valiente en la asamblea, valiente en la pelea, y noble en pensamientos, y querido era a los inmortales. Hipermnestra alumbró también a Ifianira, que tenía una figura encantadora, y a Endeo, rey de hombres, apuesto, grande.
Hesíodo: Catálogo de mujeres, fr. 25, 35.

Autores posteriores alegan que Ecles fue el padre putativo de Anfiarao, pues el dios Apolo habría sido el padre real del mismo.
Algunas fuentes dicen que Ecles vivió durante un tiempo en Arcadia, e incluso fue visitado por su nieto, Alcmeón. Pausanias nos dice que en sus tiempos la tumba de Ecles se encontraba cerca de Megalópolis.
Acompañó a Heracles en su expedición de guerra contra Troya, quien le encargó quedarse al mando de las naves mientras los demás avanzaban contra la ciudad. Laomedonte, con un nutrido grupo de troyanos, marchó contra las naves para incendiarlas, Ecles intentó impedirlo y pereció en la lucha. Según la Biblioteca mitológica, murió a manos del propio Laomedonte.